# Новодворовський сільський округ
Новодво́ровський сільський округ (каз. Новодвор ауылдық округі, рос. Новодворовский сельский округ) — адміністративна одиниця у складі Бородуліхинського району Абайської області Казахстану. Адміністративний центр — село Івановка.
Населення — 1279 осіб (2021; 1773 у 2009, 2052 у 1999, 2800 у 1989).
Станом на 1989 рік існувала Новодворовська сільська рада (села Івановка, Матвієвка, Підхоз Березовка, Санаторій Березовське, Сосновка). Село Матвієвка було ліквідоване 2006 року.

## Склад
До складу округу входять такі населені пункти:
| Населений пункт           | Старі назви           | Населення, осіб (1989) | Населення, осіб (1999) | Населення, осіб (2009) | Населення, осіб (2021) |
| ------------------------- | --------------------- | ---------------------- | ---------------------- | ---------------------- | ---------------------- |
| Івановка, село            | -                     | 1241                   | 1132                   | 1031                   | 823                    |
| Матвієвка, село           | -                     | 267                    | 76                     | -                      | -                      |
| Підхоз Березовка, село    | -                     | 248                    | 264                    | 226                    | 178                    |
| Санаторій Березовка, село | Санаторій Березовське | 188                    | 181                    | 171                    | 76                     |
| Сосновка, село            | -                     | 856                    | 399                    | 345                    | 220                    |